# Zombie Detective
Zombie Detective (hangeul : 좀비탐정 ; RR : Jombitamjeong) est une série télévisée sud-coréenne diffusée du 21 septembre au 27 octobre 2020 sur KBS2 avec Choi Jin-hyuk et Park Ju-hyun.

## Synopsis
Un homme, Kang Min-ho, se réveille totalement amnésique. Et il n'est pas au bout de ses peines : le voilà devenu un zombie !
En imitant les habitants d'une petite bourgade adjacente, il s'efforce tant bien que mal de marcher et parler comme un humain. Pour passer incognito, il apprend également à camoufler ses cicatrices sous du maquillage.
Deux ans plus tard, de retour en ville, il ouvre un cabinet d'enquêtes et prend l'identité du détective privé Kim Moo-young. Bien décidé à résoudre le drame qui le frappe, il se lance à corps perdu dans ses recherches.
Pour l'aider, il finit par embaucher l'ancienne journaliste d'investigation Gong Sun-ji comme assistante à temps partiel. Mais Sun-ji ne tarde pas à découvrir le secret de Moo-young et veut lui venir en aide.
Désormais coéquipiers, ils vont résoudre des crimes et percer le secret entourant l'existence des morts-vivants...

## Distribution

### Acteurs principaux
- Choi Jin-hyuk : Kim Moo-young / Kang Min-ho
- Park Ju-hyun : Gong Sun-ji

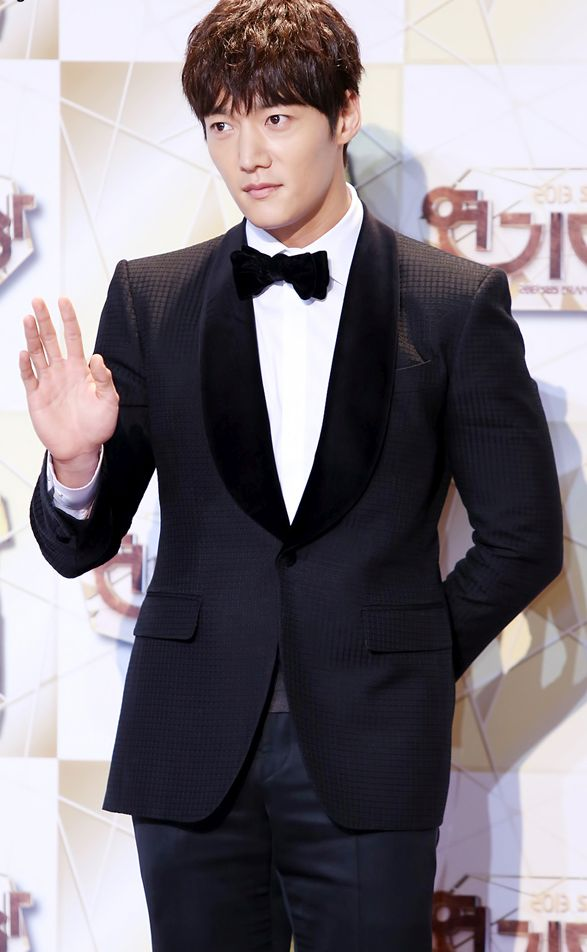
Choi Jin-hyuk, le détective zombie.
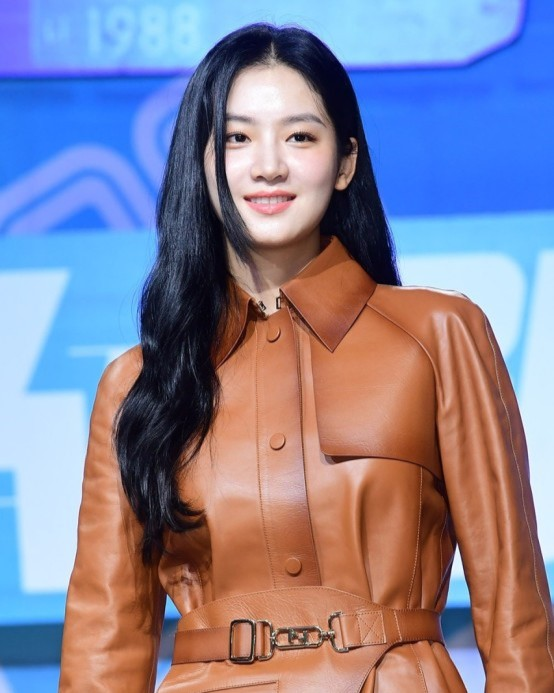
Park Ju-hyun, journaliste et acolyte du héros.

### Acteurs secondaires

#### Les policiers de Gangrim
- Kwon Hwa-woon : Cha Do-hyun
- Park Dong-bin : Hwang Chun-seob
- Jung Chae-yul : Bae Yoon-mi

#### L'Agence World King
- Tae Hang-ho : Lee Sung-rok
- Lee Joong-ok : Wang Wei

#### La famille de Gong Sun-ji
- Ahn Se-ha : Lee Tae-kyun
- Hwang Bo-ra : Gong Sun-young
- Sung Min-jun : Lee Joon-woo

### Autres
- Lim Se-joo :  Kim Bo-ra
- Ha Do-kwon : Noh Poong-sik
- Seo Yeon-woo : Yeon-woo
- Uhm Tae-yoon : Um Tae-yoon
- Yoon Ki-chang : le vrai Kim Moo-young

### Invités
- Song Ga-in : la chanteuse (épisode 2)
- Kwon Hae-hyo : le PDG du studio de cinéma (épisode 2)

## Accueil

### Réception dans les pays francophones
Le drama est bien reçu dans les pays francophones, du côté des spécialistes comme des spectateurs.
Zombie Detective figure dans la sélection établie par Jessica Cohen, la créatrice du magazine K-Society, dans l'ouvrage K-dramas : 100 séries télé coréennes incontournables. Cette dernière loue la prestation de l'acteur principal, estimant que « Choi Jin-hyuk insuffle à son personnage une nouvelle "vie", prouvant que le genre de la comédie décalée est vraiment fait pour lui ». Elle est également particulièrement réceptive à « l'ambiance burlesque » et salue le parti-pris relationnel entre les deux protagonistes, lequel exclue toute romance au sein du tandem. Elle conclue en affirmant que la série « dépoussière le genre Zombie et nous embarque dans une ville un peu hors du temps, rétro, dans des enquêtes délirantes et une bonne touche de mystère ».
Dans son Guide des K-dramas : 150 recommandations de dramas asiatiques, la vidéaste Sam y voit surtout une occasion de mener l'enquête sans prise de tête : « Avec son format court [...], son concept original [...] et son humour omniprésent [...], c'est un drama que l'on vous conseille si vous avez envie d'une série policière déjantée et moins sérieuse ».
Dans son livre 101 k-dramas à voir absolument, la créatrice de contenus Kelly salue « un mélange audacieux de mystère, d'horreur et de comédie, [...] idéal pour une soirée d'Halloween ». Elle souligne le dénouement, l'humour ainsi que le jeu d'acteur - en particulier celui de Choi Jin-hyuk, lequel parvient à imprégner son personnage d'un « charisme captivant malgré son côté folklorique ». Ce penchant sériel et sud-coréen de Warm Bodies pèche malgré tout par des maquillages un peu trop appuyés.
Le site spécialisé Nautiljon recense une moyenne de 8,2/10.